# København, Kalundborg og - ?
København, Kalundborg og – ? er en spillefilm fra 1934 instrueret af Ludvig Brandstrup og Holger-Madsen efter manuskript af Ludvig Brandstrup og Flemming Geill. Her spiller mange af de medvirkende sig selv. Udover flere folkekære skuespillere medvirker Louis Armstrong og en række danske og udenlandske orkestre.

## Medvirkende
- Ludvig Brandstrup
- Ib Schønberg
- Gertrud Jensen
- Gösta Ekman
- Jon Iversen
- Maria Garland
- Arthur Jensen
- Petrine Sonne
- Ellen Jansø
- Ejner Federspiel
- Aage Foss

## Handling
Ludvig Brandstrup er speaker på et radioprogram og optræder med stor rutine foran mikrofonen. Men regissøren passer ikke just sit hverv med særlig omhu; han har glemt at tilsige de kunstnere, som skal assistere ved udsendelsen. Denne glemsomhed er en højst alvorlig fadæse. Der skal oven i købet udsendes et præmieret hørespil, "Hvor er Jensen?", og nu mangler man skuespillerne. Brandstrup er desperat og fortvivlet, indtil han får det lyse indfald at spille samtlige roller selv.